# گراردو گراردی
گراردو گراردی (انگلیسی: Gherardo Gherardi؛ ۲ ژوئیه ۱۸۹۱ – ۱۰ مارس ۱۹۴۹) فیلم‌نامه‌نویس اهل ایتالیا بود.
از فیلم‌هایی که وی در آن‌ها نقش داشته‌است، می‌توان به سه آرزو، میخانه سرخ، کاراواجو، عروسی خون، بچه‌ها نگاهمان می‌کنند، دزد دوچرخه، یک توپ و یازده مرد، روسینی، اودسا در میان شعله‌ها، معشوقه پنهانی، شهبانوی ناوارا، ترانهٔ زندگی، تمام رم در برابر او لرزید و دکتر آنتونیو اشاره نمود.